# Bald Knob Cross of Peace
La Bald Knob Cross of Peace es una gran cruz blanca situada en Alto Pass, Illinois, Estados Unidos. La estructura es de 34 m de altura y es visible, cuando se ilumina por la noche, sobre un área de 19 000 kilómetros cuadrados. La base de la cruz está a 1034 metros sobre el nivel del mar, con vistas al bosque nacional Shawnee. Originalmente completada en 1963, la propia cruz se levanta a 111 pies de altura, y se encuentra a 22 metros de lado en la base y 16 metros cuadrados en la parte superior y sus brazos se extienden 63 pies horizontalmente. Los paneles blancos exteriores que cubren la cruz son paneles metálicos planos arquitectónicos aislados de 4 pulgadas, mientras que la parte de la base está cubierta en granito de aproximadamente 4 pulgadas de espesor. La estructura se asienta sobre una base de 730 toneladas de hormigón armado que desciende 20 metros hasta la roca madre. El marco de acero pesa aproximadamente 170 toneladas. Cada uno de los cuatro lados de la cruz tienen una palabra inscrita en el granito: la paz, la esperanza, la fe, la caridad.